# Guambiano
Guambiano är ett coconucanspråk med 23 500 talare (2001) i södra Colombia. Under 10% av talarna är enspråkiga.
Guambiano är nära släkt med utdöda coconuco och totoró, och bildar tillsammans med dem coconucanspråken. Ibland betraktas de som ett dialektkontinuum eller ett språk.
Guambiano har fem vokaler (a, e, i, ɨ, u) och 17 konsonanter. Guambiano har ordföljden subjekt–objekt–verb.
Nya Testamentet har översatts till guambiano.